# Hermiona Grangerová
Hermiona Grangerová (* 19. září 1979), celým jménem Hermiona Jean Grangerová je fiktivní postava a jedna z hlavních postav série knih Harry Potter spisovatelky J. K. Rowlingové. Hermiona je studentkou nebelvírské koleje Školy čar a kouzel v Bradavicích, studuje ve stejném ročníku jako Harry Potter a Ron Weasley a tvoří s nimi nerozlučnou přátelskou trojici. Ve filmové sérii Harry Potter hraje Hermionu Emma Watsonová.

## Popis a původ
Hermiona je mudlovského původu, oba její rodiče jsou zubaři, sourozence žádné nemá (v roce 2004 pro BBC J. K. Rowling prohlásila, že plánovala vytvořit Hermioně mladší sestru Lenu). Je nejlepší studentkou ročníku a velmi schopnou čarodějkou (přesto i jí se vše hned napoprvé nedaří tak, jak by se mohlo jevit – létání na koštěti, vyčarovat patrona, věštby). Její bystrá mysl, láska ke knihám, touha po poznání a velká aktivita v hodinách jí u mnohých vysloužily pověst šprta. Přestože se Hermiona projevuje občas poněkud panovačně a umí dát bez obalu najevo svůj názor (včetně profesorům – například profesorce Trelawneyové uraženě odejde uprostřed hodiny), je zároveň velmi kamarádská, má velký smysl pro spravedlnost (ten však několikrát porušuje – např. zneužitím zvětšovacího kouzla pro svoji kabelku; Ministerstvo kouzel podobné praktiky striktně zakazuje) a zastává se utlačovaných. V případě, kdy to nutnost nebo loajalita k přátelům vyžaduje, je ochotna riskovat i hodně obětovat. I když se ho snaží příliš neukazovat, ve třetím ročníku se projeví její největší strach při hodině Obrany proti černé magii – bubák se promění v profesorku McGonagallovou a ta jí oznámí, že ve všech zkouškách selhala.
V době svého nástupu do Školy čar a kouzel v Bradavicích je Hermiona popisována jako nepříliš půvabná dívka, která má „husté, střapaté hnědé vlasy a dost velké přední zuby“, v průběhu let se však proměňuje v přitažlivou mladou dívku, o kterou začínají chlapci jevit zájem nejen pro její encyklopedické znalosti. Jejím domácím zvířetem je Křivonožka, kříženec kočky s maguárem.

## V knihách

### Harry Potter a Kámen mudrců
Hermiona se poprvé objeví ve Spěšném vlaku do Bradavic, když se při pátrání po žabákovi Nevilla Longbottoma Trevorovi dostane do kupé, kde je Ron a Harry. Harrymu a Ronovi se nejdříve nelíbí její arogance a všeználkovství, ale po tom, co Hermionu napadne v předvečer Všech svatých troll, se z nich stanou nejlepší přátelé. Její logické myšlení a vědomosti trojici výrazně pomohou při cestě ke Kameni mudrců.

### Harry Potter a Tajemná komnata
Ve druhém ročníku se Hermiona zamilovala do nového učitele obrany proti černé magii Zlatoslava Lockharta, kterého později také využije k tomu, aby se dostala v knihovně do oddělení s omezeným přístupem ke knize Lektváry nejmocnější, s jejíž pomocí se jí pak podaří excelovat při výrobě mnoholičného lektvaru, který Harry a Ron použijí k tomu, aby jako Crabbe a Goyle vyslechli Draca ohledně toho, kdo je Zmijozelův dědic (přísady: křídla ze zlatoočka, pijavice, prášek z rohu dvojrožce, truskavec, úhorník mnohodílný, kůže bojgy africké a – část z těla osoby, na kterou se chcete proměnit, např. vlas). Hermiona si omylem místo vlasu Millicent Bullstrodeové vezme chlup její kočky, a protože se lektvar nemá používat na zvířata, musí na ošetřovnu. V tomto díle Hermiona také ukáže, že není jen šprtkou, ale že dokáže i porušit školní řád, když potřeby k lektvaru ukradne ze Snapeova kabinetu. Později Hermiona zjistí, že netvor v Tajemné komnatě je bazilišek, ale ten ji napadne právě, když to chce oznámit ostatním. Hermiona ale použila zrcátko, a tak nezemřela, ale pouze zkameněla. Nešla tak spolu s Harrym a Ronem do Tajemné komnaty. Pak ji madame Pomfreyová vyléčila ze zkamenění.

### Harry Potter a vězeň z Azkabanu
O prázdninách si Hermiona koupí kocoura Křivonožku, kterého nemůže Ron snést, protože neustále útočí na jeho krysu Prašivku. Kvůli tomu, že si Hermiona zvolila více volitelných předmětů než ostatní, dostala na začátku roku obraceč času od profesorky McGonagallové, aby tak mohla zvládat vyučování. To ostatním spolužákům celý školní rok nejde do hlavy, protože některé její hodiny jsou zároveň a ona na všech je. Hermiona také na rozdíl od ostatních odhalí, že Remus Lupin je vlkodlak poté, co jim Snape zadá domácí úkol o vlkodlacích, rozhodla se ale zachovat jeho tajemství. Na konci roku jde spolu s Harrym do Chroptící chýše, kam Sirius Black zavedl Rona a Prašivku. Společně tam odhalí skutečný příběh Potterových, Siriuse a Pettigrewa. Po Siriusově uvěznění pomůže Hermionin obraceč času k tomu, aby spolu s Harrym zachránili Siriuse od mozkomorova polibku a Klofana před popravou.

### Harry Potter a Ohnivý pohár
Spolu s Weasleyovými a Harrym jde Hermiona na mistrovství světa ve famfrpálu. Tam poprvé uvidí chytače bulharského týmu Viktora Kruma, se kterým pak jde k Ronově nelibosti na Vánoční ples Turnaje tří kouzelnických škol. Založí také Společnost pro podporu občanské a životní úrovně skřítků (SPOŽÚS), která má zvýšit práva domácích skřítků. Stane se také obětí reportérky Rity Holoubkové, která ji obviní z toho, že zlomila Harrymu srdce kvůli Krumovi. Na konci dílu odhalí, že je Holoubková zvěromág a zakáže jí dále psát, jinak by prozradila její tajemství.

### Harry Potter a Fénixův řád
Prázdniny tráví Hermiona na Grimmauldově náměstí 12 spolu s ostatními. Stane se spolu s Ronem nebelvírskou prefektkou, spřátelí se s Lenkou Láskorádovou, která ji později spolu s Ritou Holoubkovou pomůže zorganizovat plán, pomocí kterého má Harry prezentovat svůj příběh o Voldemortově vzestupu v Jinotaji. Hermiona také vymyslela Brumbálovu armádu, skupinu, která má studenty naučit obraně proti černé magii, když to nová učitelka Dolores Umbridgeová nedokáže. V Brumbálově armádě se naučí vykouzlit svého patrona – vydru (jedná se o nejoblíbenější zvíře J. K. Rowling; a také je to zvíře, které žije u Weasleyů, což odkazuje na budoucí vztah Hermiony a Rona). Ke konci školního roku se Umbridgeové, která se mezitím stala ředitelkou Bradavic, spolu s Harrym zbaví, když je chytne v jejich kabinetě, díky kentaurům v Zapovězeném lese, kam ji dovedou. Hermiona se zúčastní bitvy na odboru záhad, během které je vážně zraněná, ale uzdraví se.

### Harry Potter a princ dvojí krve
Hermiona se stane členkou Křikova klubu, kam ji pozve Horacio Křiklan díky jejím vědomostem. V lektvarech je ale hvězdou k Hermionině nelibosti Harry, který používá starou učebnici Severuse Snapea (což nese velmi těžce, neboť fair play je pro ni velmi důležité). Hermiona také pomůže Ronovi k tomu, aby se stal brankářem nebelvírského famfrpálového týmu, když sešle matoucí kouzlo na Cormaca McLaggena. Během tohoto dílu také vyjdou najevo city mezi Hermionou a Ronem. Ten jí vyčítá, že chodila s Krumem, a tak začne chodit s Levandulí Brownovou. Hermiona zase ze vzteku jde na vánoční večírek s Cormacem, i když uvažovala o Zachariáši Smithovi. Nakonec se spolu usmíří, když je Ron otráven a leží na ošetřovně. Na konci se zúčastní bitvy o Bradavice proti smrtijedům. Na Brumbálově pohřbu se spolu s Ronem rozhodnou, že budou doprovázet Harryho na jeho cestě za viteály.

### Harry Potter a relikvie smrti
Hermiona doprovází spolu s Ronem Harryho na jeho cestě v pátrání po viteálech a útěku před smrtijedy a pomůže jim z mnoha průšvihů. Když je chytnou lapkové, představí se jako Penelopa Clearwaterová a řekne, že je smíšeného původu. I tak ale neunikne výslechu a kletbě Cruciatus, když jsou uvězněni na Malfoyově panství. Hermiona ale nic neprozradí a všichni jsou zachráněni Dobbym. Později se Hermiona vydává za Belatrix Lestrangeovou v bance u Gringottových, kam se vydají pro pohárek Helgy z Mrzimoru. V závěrečné bitvě o Bradavice bojuje spolu s Ginny a Lenkou proti Belatrix, ale nemohou ji porazit. Poté, co Belatrixina smrtící kletba jen tak tak mine Ginny, je vystřídá Molly Weasleyová a ta Belatrix zabije. Ještě před tím chce zničit jeden z viteálů v Komnatě nejvyšší potřeby. V komnatě se ukáže dlouhodobá láska mezi Ronem a Hermionou.

#### Epilog
Devatenáct let po Voldemortově pádu je Hermiona vdaná za Rona a mají spolu dvě děti – Rose a Huga. Po škole začala pracovat na odboru pro dohled nad kouzelnými tvory, kde se zasadí o zlepšení postavení domácích skřítků. Později se dostane na odbor pro uplatňování kouzelnických zákonů. Následně vystřídá Kingsleyho Pastorka na postu ministra kouzel.

## Křivonožka
Křivonožka je Hermionin kocour, kříženec kočky a maguára. Koupila si ho na Příčné ulici ve třetím díle. Křivonožka začal okamžitě útočit na Prašivku, Ronovu krysu. Kvůli tomu se spolu přestali Ron a Hermiona bavit. Křivonožka ale v Prašivce odhalil hned, že je to zvěromág – Petr Pettigrew. To vyjde najevo na konci dílu, kdy je odhalen příběh Siriuse Blacka. Tomu během školního roku Křivonožka pomáhal, chtěl mu donést Prašivku a donesl mu také hesla pro vstup do nebelvírské věže, které nechal ležet Neville Longbottom. Od třetího dílu nehrál Křivonožka důležitou roli.